# Honingham
Honingham är en ort och civil parish i Storbritannien.   Den ligger i grevskapet Norfolk och riksdelen England, i den sydöstra delen av landet, 150 km nordost om huvudstaden London. Honingham ligger 29 meter över havet och antalet invånare är 342.
Terrängen runt Honingham är platt. Runt Honingham är det ganska tätbefolkat, med 144 invånare per kvadratkilometer. Närmaste större samhälle är Norwich, 13,4 km öster om Honingham. Trakten runt Honingham består till största delen av jordbruksmark.